# Thomas Sprott (martyr)
Bienheureux Thomas Sprott, aussi écrit Thomas Spratt est un martyr de l'Église catholique, tué le 11 juillet 1600 avec les Quatre-vingt-cinq martyrs d'Angleterre et de Galles.

## Biographie
Né à Skelsmergh (en), près de Kendal dans le Westmorland (Angleterre), le Bienheureux Thomas Sprott a été ordonné prêtre au Collège anglais de Douai dans le nord de la France en 1596. On l'envoya dans la mission Anglaise cette même année. Il signa une lettre au pape, datée du  8 novembre 1598 en faveur de la nomination en Angleterre d'un Archiprêtre.
Il sera arrêté avec Thomas Hunt, un autre prêtre venant du Collège Anglais de Séville (en), et fut emprisonné à Wisbech, d'où il s'était échappé quelques mois auparavant. L'arrestation se déroula au Saracen's Head à Lincoln, après la découverte des saintes huiles et de deux Bréviaires dans leurs males. Lors du jugement, malgré le fait que leur statut de prêtres ne fut ni prouvé, ni avoué, le juge John Glanville mena le jury à le considérer coupable. Le juge mourra seize jours après la sentence dans des circonstances inhabituelles selon le Dr. Worthington (cité par l'évêque Challoner).

### Sources
- John Bannerman Wainewright, Catholic Encyclopedia, Volume 14, juillet 1913
- « Martyrs Anglais, Gallois et Écossais », sur causa.sanctorum.free.fr (consulté le 11 juillet 2019)

### Voir également
- Quatre-vingt-cinq martyrs d'Angleterre et de Galles
- Élisabeth Ire (reine d'Angleterre)